# Cajetan von Buchowski
Cajetan von Buchowski (* 1812 in Posen; † 12. Januar 1900 in Pomarzanki) war ein Rittergutsbesitzer und Politiker der polnischen Bevölkerungsgruppe in der preußischen Provinz Posen.

## Leben
Cajetan von Buchowski war Rittergutsbesitzer in Pomarzanki im Landkreis Wongrowitz. Von 1867 bis 1871 war er Abgeordneter des Wahlkreises Bromberg 5 (Gnesen, Wongrowitz) im Reichstag des Norddeutschen Bundes. Hierdurch war er auch Mitglied des von 1868 bis 1870 tagenden Zollparlaments. Er gehörte im Reichstag der Polnischen Fraktion an.